# Jorge Ruiz Dueñas
Jorge Ruiz Dueñas (Guadalajara, Jalisco, 24 de abril de 1946) es un poeta y narrador mexicano.

## Estudios
Estudió la licenciatura en derecho y maestría en administración en la Universidad Nacional Autónoma de México (UNAM). Realizó estudios de posgrado en la Universidad de Oxford en Inglaterra. Estudió Derecho y maestría en Administración en la UNAM, y cursó estudios de posgrado en la Universidad de Oxford, Inglaterra. 
Ha sido secretario general de la Universidad Autónoma Metropolitana (UAM), secretario técnico del Conaculta, delegado de la SECOGEF ante la SEP y Comisario del Sector Cultura y Comunicación Social; director del Instituto Mexicano de la Radio, director general de Talleres Gráficos de la Nación; gerente general del Fondo de Cultura Económica; director general del Archivo General de la Nación, entre otros cargos. 
Ha sido también investigador nacional en el área de Ciencias y Humanidades, nivel II del SNI; profesor investigador Titular “C” en la UAM; profesor de asignatura en el COLMEX; profesor emérito de la Fundação Getúlio Vargas; profesor de tiempo completo del ITAM. Ha impartido cursos y conferencias en instituciones de educación superior de Belgrado, París, Berlín, Rabat, Teresópolis, Sao Paulo, La Habana y San José de Costa Rica.Cargo académico.
Desde el 8 de octubre de 2019 es miembro de número ocupando la silla XIII de la Academia Mexicana de la Lengua.

## Obra
Es autor de los siguientes títulos de poesía: Kotoba, 2019; Diván de Estambul, 2015; Albamar y otros poemas del mar, 2013; La esencia de las cosas, 2012; Tajamar y otros poemas, 2011; Las restricciones del cuerpo, 2009; Cantos de Sarafán, 2005; Celebración de la memoria, 1999; Carta de rumbos 1968-1998, 1998; Saravá, 1997; Habitaré tu nombre, 1997; Material de Lectura, 1997; Guerrero negro, 1996 y 1998; El desierto jubiloso, 1995 y 2013; Antologia pessoal, 1992 y 1993; Tornaviaje, 1984, 1990 y 1996; El pescador del sueño, 1981; Tierra final, 1980; y Espigas abiertas, 1968. De su obra ensayística reciente podemos mencionar: “Prefacio” de Lêdo Ivo en A imaginária janela aberta: La imaginaria ventana abierta, 2016; Tiempo de ballenas, 2015; “El mundo de Sebastian y la esfera cuántica” en Ehécatl. Sebastian, 2015; “Los sueños intactos” en Gaviero. Ensayos sobre Álvaro Mutis, 2014. En narrativa: “Verónica Franco: hacer virtud de las necesidades” en Los muertos hablan, 2018; Contratas de sangre y algunas noticias imaginarias, 2012; El reino de las islas, 2001, 2006 y 2009; Las noches de Salé, 1986, 1995, 1998, 2003 y 2004 traducción al árabe y francés; además de figurar en diversas antologías poéticas.

## Premios
- Premio Nacional de Poesía Ciudad de la Paz, Manuel Torre Iglesias 1980 por Tierra final
- Premio Nacional de Periodismo en divulgación cultural 1992, otorgado por el Gobierno de la República.
- Premio Xavier Villaurrutia 1997 por Habitaré tu nombre y Saravá.